# Proboscina boryi
Proboscina boryi är en mossdjursart som först beskrevs av Jean Victor Audouin 1826.  Proboscina boryi ingår i släktet Proboscina och familjen Oncousoeciidae. Inga underarter finns listade i Catalogue of Life.